# Manihot nana
Manihot nana är en törelväxtart som beskrevs av Johannes Müller Argoviensis. Manihot nana ingår i släktet Manihot och familjen törelväxter. Inga underarter finns listade i Catalogue of Life.